# Ryzec smrkový
Ryzec smrkový (Lactarius deterrimus) je oblíbená jedlá houba z čeledi holubinkovité, jejíž plodnice se vyznačují roněním oranžově červeného mléka. Tento druh byl dlouho považován za pouhou varietu příbuzného a velmi podobného jedlého ryzce pravého (Lactarius deliciosus).

## Popis
Plodnice je kloboukatá, asi 5–12 cm vysoká, poměrně křehká. Celá je zbarvena do oranžova se zelnými skvrnami.
Klobouk je v mládí vyklenutý, záhy však uprostřed prohloubený a později až nálevkovitý a až 15 cm široký. Jeho okraj je v mládí podvinutý, později je jen poněkud dolů ohrnutý. Zbarven je svrchu jasně mrkvově oranžově, stářím vybledá, zvláště od okrajů. Zbarvení je rozprostřeno do nenápadných soustředných kruhových pásů. Záhy se na klobouku, hlavně odprostředka, objevují nápadné zelené skvrny, pásy a žíhání.
Hymenofor na spodní straně klobouku je tvořen vysokými a křehkými lupeny, které poměrně hluboce sbíhají na třeň. Jejich barva je oranžová, poraněná místa se zbarvují špinavě zeleně.
Třeň je spíše užší a delší (asi 1–2 × 3–8 cm), válcovitý, někdy ohnutý; uvnitř bývá často dutý. Barvu má oranžovou, někdy s bělavým povlakem; objevují se na něm také zelené skvrny.

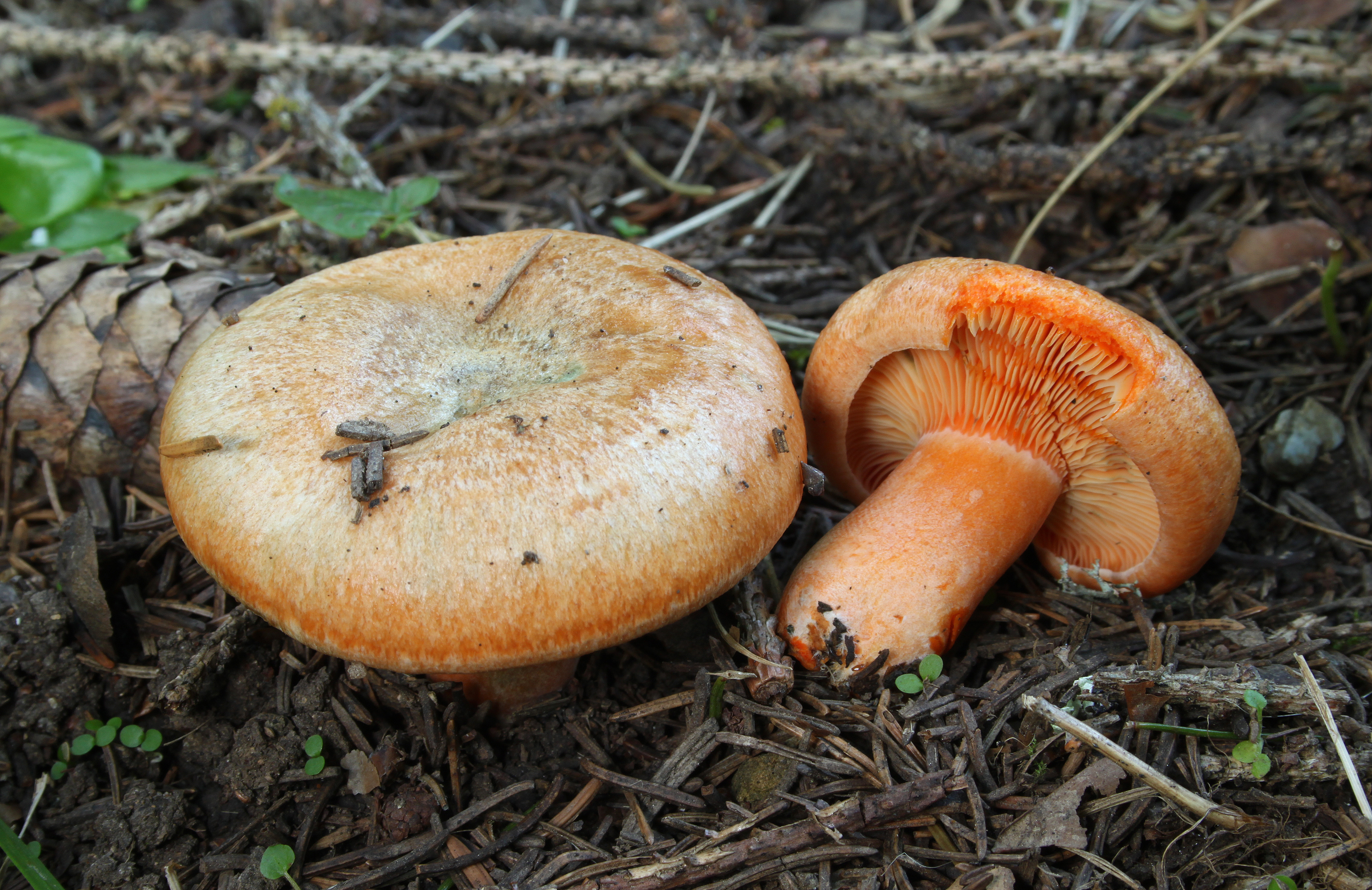
Ryzec smrkový (Lactarius deterrimus). Dužnina plodnice včetně lupenů roní oranžové mléko.

Dužnina je bělavá až oranžová a zejména za vlhka vydatně roní oranžovočervené lepkavé mléko. Chuť má poněkud ostrou, vůni ovocnou.
Výtrusný prach má barvu růžovookrovou.

## Výskyt
Vyskytuje se jen ve smrčinách (tvoří mykorrhizu se smrkem), zvláště v mladých porostech smrku v trávě; místy je dosti hojný. Vyrůstá od července do listopadu.

## Užití
Ryzec smrkový je vynikající jedlá houba, která je houbaři často vyhledávána, stejně jako příbuzný ryzec pravý. Používá se např. k přípravě omáček, polévek, k opékání, nakládání do octa aj. Podle přílohy vyhlášky č. 157/2003 Sb. je v České republice zařazena mezi houby určené pro přímý prodej a v některých státech se často objevuje na trzích. Chutný je však tento ryzec až po tepelné úpravě.

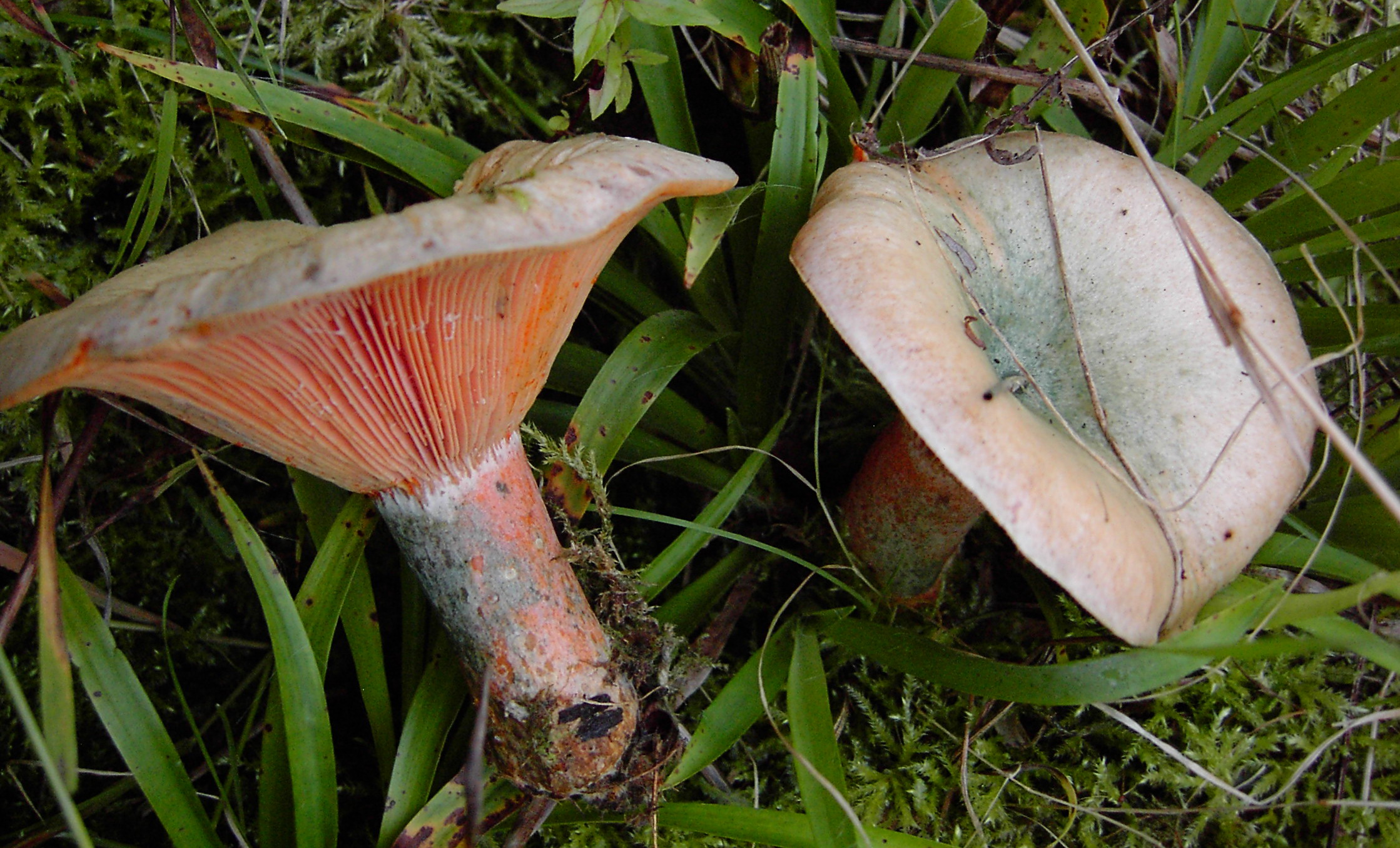
Ryzec smrkový (Lactarius deterrimus).

## Podobné druhy a taxonomie
Dříve bylo několik dnes samostatných podobných druhů ryzců s oranžovočerveným mlékem souhrnně ztotožňováno s ryzcem pravým; ryzec smrkový byl považován za jeho varietu Lactarius deliciosus var. picei Smotlacha.
- Ryzec pravý (Lactarius deliciosus) se však od ryzce smrkového liší poněkud mohutnější plodnicí s kratším třeněm, často více červeným nádechem, výraznějším pásováním na klobouku a menší četností zeleného zbarvení; charakteristické jsou také jeho červenavé oválné vhloubené skvrnky na třeni a především růst jen pod borovicemi. Ryzec pravý je též vynikající jedlá houba.
- V České republice se vyskytuje několik dalších podobných, jedlých, vesměs dosti vzácných druhů ryzců s oranžovým či červeným mlékem. Jde např. o pod borovicemi rostoucí ryzec osmahlý (Lactarius quieticolor) s tmavším, šedooranžovým kloboukem, ryzec lososový (Lactarius salmonicolor), bez zeleného zbarvení, rostoucí pod jedlemi, či ryzec krvomléčný (Lactarius sanguifluus) s vínově červeným mlékem a výskytem ve vápencových oblastech.[3]